# Walter Clarke
Walter Clarke (* 1640 in Newport, Colony of Rhode Island and Providence Plantations; † 23. Mai 1714 ebenda) war ein britischer Politiker. Er fungierte als Vizegouverneur und Gouverneur der Colony of Rhode Island and Providence Plantations.

## Frühe Jahre
Walter Clarke, Sohn von Frances Latham und des kolonialen Präsidenten Jeremiah Clarke, wurde während der Regierungszeit von Karl I. in der Siedlung Newport auf Aquidneck Island geboren. Sein Vater und er wurden früh Quäker. Über die Jugendjahre von Walter Clarke ist nichts bekannt. 1667 wählte man ihn zum Abgeordneten in der General Assembly von Newport. Damit begann er eine öffentliche Laufbahn, welche beinahe ein halbes Jahrhundert andauerte. Er wurde 1670, 1672 und 1673 erneut zum Abgeordneten gewählt. Zwischen 1673 und 1676 bekleidete er den Posten als Assistant. Unter der königlichen Satzung von 1663 wählten die Freemen der Kolonie einen Gouverneur, einen Vizegouverneur, zehn Assistants und eine Anzahl von Abgeordneten von jeder Town. Das ganze Gebilde wurde General Assembly genannt. Schließlich wurde das Abgeordnetenhaus das Unterhaus der Legislative und die Assistants das Oberhaus (Senat). Die General Assembly kam zweimal pro Jahr zusammen, im Mai und Oktober, und agierte auch als Judikative der Kolonie in Verbindung mit dem Gouverneur und dem Vizegouverneur. Die größte Sorge der Kolonie während seiner Amtszeiten als Abgeordneter und Assistant war die Plünderung des Rhode Island Territoriums durch die benachbarten Kolonien, insbesondere Massachusetts und Connecticut.

## Gouverneurszeit

### Erste Amtszeiten
Während des King Philip’s War wurde Clarke 1676 zum Kolonialgouverneur gewählt. Die meisten Siedler auf dem Festland (Providence und Warwick) flohen nach Aquidneck Island, wo Newport und Portsmouth lagen. Eine Flotte von Slups oder Kanonenbooten, jedes mit fünf oder sechs Mann bemannt, patrouillierte ständig um die Insel herum zur Abwehr von möglichen Angreifern. Die Festlandsiedlungen wurden währenddessen weitgehend zerstört, darunter die meisten Häuser und die Felder. Da etwa die Hälfte der Kolonie aus Quäkern bestand, wurde 1673 ein Gesetz verabschiedet, das alle Männer vom Militärdienst befreite, wenn das Tragen von Waffen gegen ihr Gewissen verstieß. Während des Krieges wurde das Gesetz im Mai 1676 wieder aufgehoben, aber sechs Monate später bei der Oktobersession der General Assembly wieder in Kraft gesetzt. Ferner wurde während dieser Session ein Protestschreiben an die Colony of Connecticut gesandt betreffend der Ansprüche an Narragansett Country. Im Mai 1677 gewann die War Party die meisten Sitz in der General Assembly und Benedict Arnold wurde zum Kolonialgouverneur gewählt. Clarke wurde 1679 zum Vizegouverneur gewählt – ein Posten, welchen er bis 1686 bekleidete, als er für eine weitere Amtszeit zum Gouverneur gewählt wurde.

### Dominion of New England
Nach dem Tod von König Karl II. im Jahr 1685 folgte ihm sein jüngerer Bruder Jakob II. auf den englischen Thron. Der neue König verfolgte eine neue politische Orientierung betreffend der amerikanischen Kolonien. Edward Randolph wurde nach Amerika gesandt, um eine Übergangsregierung in den Kolonien einzurichten bis eine dauerhafte errichtet wurde. Joseph Dudley und sein Rat tagten im Juni 1686 im Narragansett Country. Im Folgenden entschieden sie, dass das Territorium unabhängig von jeder Kolonie werden sollte und umbenannten es zu King's Province. Edmund Andros wurde zum Kolonialgouverneur aller Neuenglandkolonien unter der Dominion of New England ernannt. Die Session der General Assembly wurde vom Mai auf Juni 1686 verschoben, allerdings kam die General Assembly erst nach beinahe vier Jahren wieder zusammen. Aller legislativen Macht beraubt, entschieden die Bewohner von Rhode Island diese an die einzelnen Towns zu geben. Dadurch konnten sie viel von ihrer kolonialen Freiheiten während der Regierungszeit von Andros behalten.
Während Andros die Macht in der Kolonie von Rhode Island ausübte, hatte er sieben Berater, von denen Clarke einer war. Als der Kolonialgouverneur nach Newport kam, um die königliche Satzung entgegenzunehmen, sandte Clarke das Dokument an seinem Bruder mit der Anweisung ihm nicht zu verraten, wo es war. Eine glückliche Folge von Andros Regentschaft war schließlich die Rückgabe des strittigen Narragansett Country an die Kolonie von Rhode Island, welches von Humphrey Atherton und seiner Gesellschaft beansprucht wurde. 1689 floh König Jakob II. nach Frankreich, wonach Maria II. und Wilhelm III. den Thron von England bestiegen. Andros wurde aus Neuengland verbannt und die königliche Satzung von 1663 von der Kolonie von Rhode Island wieder in Kraft gesetzt.

### Letzte Amtszeiten als Kolonialgouverneur
Nach der Amtsenthebung von Andros als Kolonialgouverneur von Rhode Island weigerte sich Clarke wieder Kolonialgouverneur zu werden. In diesem Zusammenhang verlas er ein Schriftstück vor der General Assembly, wo er die damalige Regierung ablehnte. Henry Bull wurde daher statt seiner zum Kolonialgouverneur gewählt. Der Standpunkt von Clarke änderte sich aber mehrere Jahre später. Nachdem Kolonialgouverneur Caleb Carr im Dezember 1695 verstorben war, wurde Clarke erneut zum Kolonialgouverneur gewählt. Dies geschah wahrscheinlich während einer Sondersession der General Assembly, welche im Januar 1696 abgehalten wurde. Es existieren aber keine Aufzeichnungen betreffend solch einer Sitzung. In der Folgezeit wurde eine Verschwörung zur Ermordung des englischen protestantischen Königs William III. aufgedeckt und die Kolonien bereiteten sich auf eine Invasion durch Frankreich vor. Der Kolonialgouverneur von New York Benjamin Fletcher schrieb an Clarke, dass das erwartete Kontingent noch nicht durch seinen Vorgänger bereitgestellt worden war. Die General Assembly antwortete ihm mit einem Brief, dessen Inhalt folgender war: Die Kolonie von Rhode Island hatte eine lange Küstenlinie und war sehr exponiert. Die Verteidigung erfolgte mittels Forts. Daher könnte unmöglich Hilfe geboten werden.
Der Vertrag von Rijswijk beendete den Krieg in Europa. Es wurden Befehlen in die Kolonien gesandt, um alle Freibeuterzüge gegen Frankreich zu beenden. Die Befehle erreichten Neuengland im Dezember 1697. Mr. Jaleel Brenton, Sohn von Kolonialgouverneur William Brenton, überbrachte diese der General Assembly, welche eine Sondersession in Newport abhielt. Brenton wurde auch ermächtigt den Amtseid abzunehmen, aber Clarke weigerte sich diesen abzulegen, da er ein Quäker war. Außerdem war Clarke über die Schaffung eines Court of Admiralty in Rhode Island verärgert. Brenton brachte auch eine Vollmacht für Peleg Sanford mit, mit der dieser zum Judge of Admiralty ernannt werden sollte. Clarke bemühte sich währenddessen die General Assembly zu überreden sich gegen diese auszusprechen und hielt daher die Vollmacht für Sanford zurück. Brenton empfahl daraufhin ein Amtsenthebungsverfahren gegen Clarke und drängte auch darauf die Gesetze von Rhode Island in Druck zu geben, was bis dahin nie geschehen war. Dies alles führte zum Rücktritt von Clarke als Kolonialgouverneur. Es ist wahrscheinlich, dass während der Session der General Assembly im Mai 1698 sein Neffe, Samuel Cranston, zum Kolonialgouverneur gewählt wurde. Clarke blieb weiterhin politisch aktiv. 1700 wählte man ihn zum Vizegouverneur unter Cranston – ein Posten, in den er jedes Jahr bis zu seinem Tod wiedergewählt wurde. Er verstarb am 23. Mai 1714 in Newport und wurde dann auf dem Clifton Burying Ground beigesetzt.

## Familie
Clarke war viermal verheiratet und hatte mindestens acht Kinder. Er heiratete um 1660 seine erste Ehefrau Content Greenman, Tochter von John Greenman. Das Paar bekam mindestens drei Kinder. Etwa ein Jahr nach ihrem Tod, 1666, heiratete er Hannah Scott, Tochter von Catharine Marbury und Richard Scott. Catharine war die Schwester der regimekritischen Theologin Anne Hutchinson. Mit seiner zweiten Ehefrau hatte Clarke mindestens fünf weitere Kinder. Nach ihrem Tod heiratete er 1681 Freeborn Hart, Witwe von Thomas Hart und Tochter von Roger Williams, dem Gründer von Providence. Clarke heiratete nach ihrem Tod 1710 Sarah Gould, Witwe von John Gould und Tochter von Mary und Matthew Prior. Clarkes ältere Schwester, Mary (1640–1711), war in erster Ehe mit dem Kolonialgouverneur John Cranston verheiratet. Ihr Sohn war Samuel Cranston, der Clarke als Kolonialgouverneur folgte. Clarkes jüngste Schwester, Sarah (1651–1706), war in zweiter Ehe mit Kolonialgouverneur Caleb Carr verheiratet, welcher 1695 vor Clarke Kolonialgouverneur war.